# Шнипки (Щучинский район)
Шнипки (бел. Шніпкі́) — деревня в Щучинском районе Гродненской области Белоруссии. В составе Щучинского сельсовета.

## География
Ближайшие населённые пункты Будровцы, Малевичи, Новая Дубровка, Старая Дубровка и др.

## История
В 1905 году в Каменской волости Гродненского уезда Гродненской губернии.
В 1976 году деревня передана с Каменского сельсовета в Щучинский сельсовет.

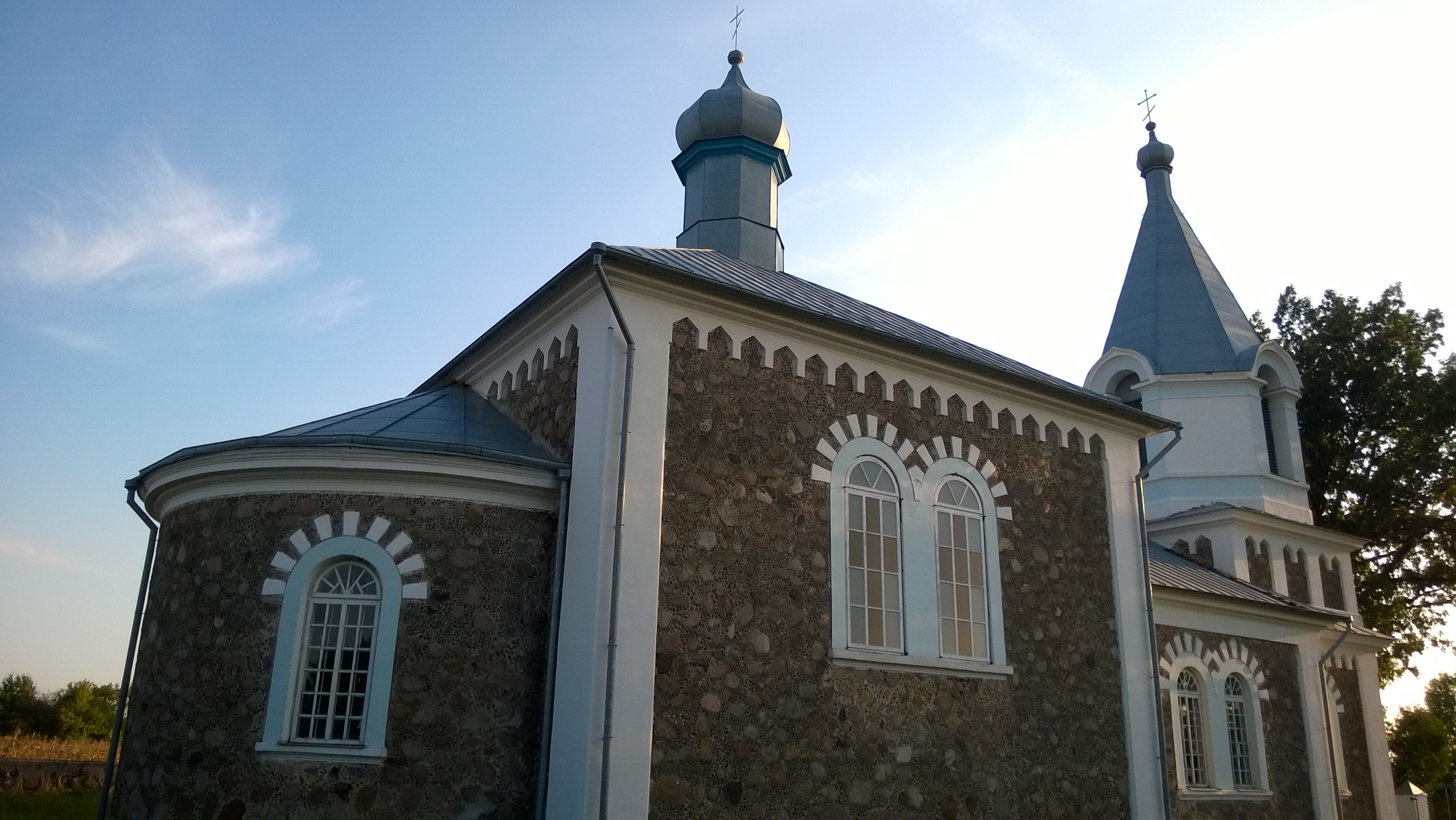
Свято-Успенская церковь

## Население

### Численность
- 2019 год — 7 жителей

### Динамика
- 1905 год — 106 жителей[2]
- 2009 год — 13 жителей (перепись населения)[2]
- 2019 год — 7 жителей (перепись населения)

## Достопримечательность
- Свято-Успенская церковь (1873—1876). Построена в 1873—1876 годах в д. Ятвеск. В настоящее время деревни Ятвеск не существует, а церковь стоит в поле, при дороге на Шнипки.
- Мемориальная колона (?) (XVIII—XIX вв.)